# Gustav Ritter von Kahr
Gustav Ritter von Kahr (29 tháng 11 năm 1862 – 30 tháng 6 năm 1934) là một chính trị gia người Đức hoạt động tại bang Bayern. Ông có công lớn trong việc lật đổ và đàn áp cuộc Đảo chính nhà hàng bia vào năm 1923 của Adolf Hitler, rồi sau đó đã bị sát hại vào đêm của những con dao dài.

## Tiểu sử
Sinh ra ở Weißenburg bang Bayern, Kahr học luật và hành nghề luật sư trước khi tham gia vào chính trị. Ông phụng sự cho vương tộc Wittelsbach và sau đó được phong tước Hiệp sĩ.
Năm 1914, Kahr trở thành chủ tịch chính quyền (Regierungspräsident) của vùng Thượng Bayern. Sau khi Cách mạng tháng 11 năm 1918 kết thúc, Kahr vẫn tiếp tục tại chức nhằm bảo vệ quyền lợi của tầng lớp trung lưu và thượng lưu tại Bayern. Ông đề xuất thành lập một lực lượng phụ trợ dân sự có thể bảo vệ tài sản và các doanh nghiệp, nhưng không được Johannes Hoffmann chấp thuận.